# Lea Lower
Lea Lower var en civil parish från 1866 till 1883 då den blev en del av Lea, i grevskapet Herefordshire, i England. Civil parish var belägen 6 km från Ross-on-Wye och hade 80 invånare år 1881.